# روبرتو وسترینی
روبرتو وسترینی (انگلیسی: Roberto Vestrini؛ ۳۰ ژانویه ۱۹۰۸ – ۱۲ مارس ۱۹۶۷) قایقران روئینگ اهل ایتالیا بود.
وی در مسابقات کشوری و بین‌المللی در مجموع برندهٔ ۱ مدال طلا، ۲ مدال نقره شده‌است.